# Matías Irace
Matías Irace (nacido en Rosario el 21 de septiembre de 1983) es un exfutbolista argentino. Se desempeñaba como mediocampista, hizo su debut en Rosario Central y su último equipo fue Centro Europeo Tecnofútbol, equipo de la Segunda Catalana.

## Carrera
Irace debutó en Primera División durante el Torneo Clausura 2004, en un empate de su equipo Rosario Central ante Chacarita Juniors 1 a 1. En el Canalla disputó también la Copa Libertadores de ese año. Durante una temporada y media en el canalla, vistió la camiseta auriazul en 26 ocasiones.  A mediados de 2005 partió a Europa para fichar por el UE Sant Andreu del ascenso de España. Con el correr de los años desarrolló su carrera en las divisiones de ascenso del fútbol italiano y del español. En la península itálica consiguió dos ascensos a la Serie D; el primero en 2010 con Nardó Calcio, el restante en 2012 con Bisceglie. Luego jugó para el CE Tecnofútbol de la sexta división española.

## Clubes
| Club             | País      | Año       |
| ---------------- | --------- | --------- |
| Rosario Central  | Argentina | 2004-2005 |
| UE Sant Andreu   | España    | 2005-2007 |
| Sporting Genzano | Italia    | 2007-2008 |
| Mataró           | España    | 2008      |
| Andorra CF       | España    | 2009      |
| Nardó Calcio     | Italia    | 2009-2011 |
| Martina Franca   | Italia    | 2011      |
| Bisceglie Calcio | Italia    | 2012      |
| Casarano Calcio  | Italia    | 2013      |
| UDA Gramenet     | España    | 2013      |
| CE Tecnofútbol   | España    | 2014-15   |

## Palmarés
| Equipo           | País   | Título                  | Año       |
| ---------------- | ------ | ----------------------- | --------- |
| Nardó Calcio     | Italia | Eccellenza Pugliese     | 2009-2010 |
| Bisceglie Calcio | Italia | Coppa Italia Eccellenza | 2011-2012 |